# Alessandro Vittoria

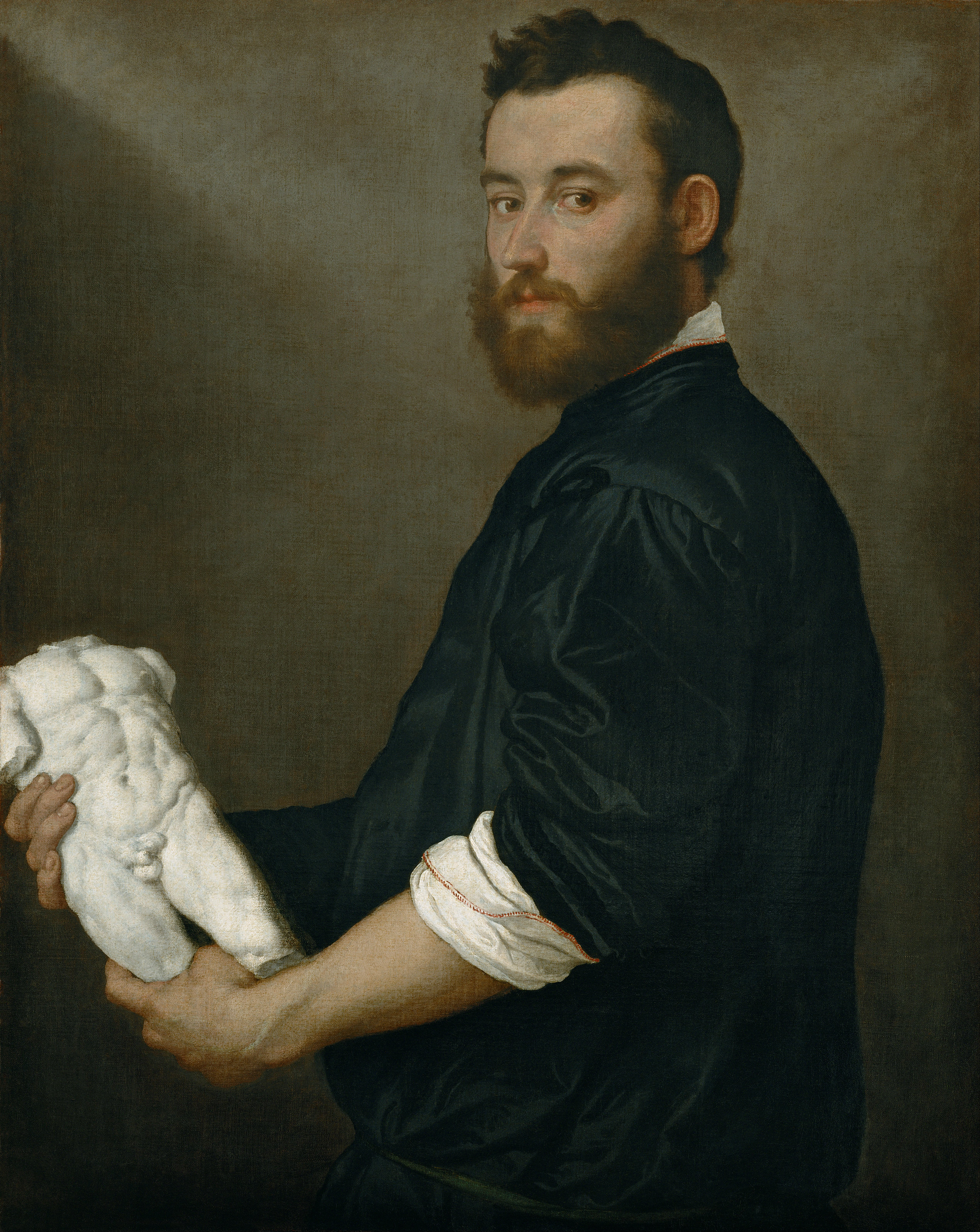
Alessandro Vittoria, Gemälde von Giovanni Battista Moroni, ca. 1552–1553, Kunsthistorisches Museum

Alessandro Vittoria (* 1525 in Trient; † 27. Mai 1608 in Venedig) war ein italienischer Bildhauer des Manierismus und Medailleur.

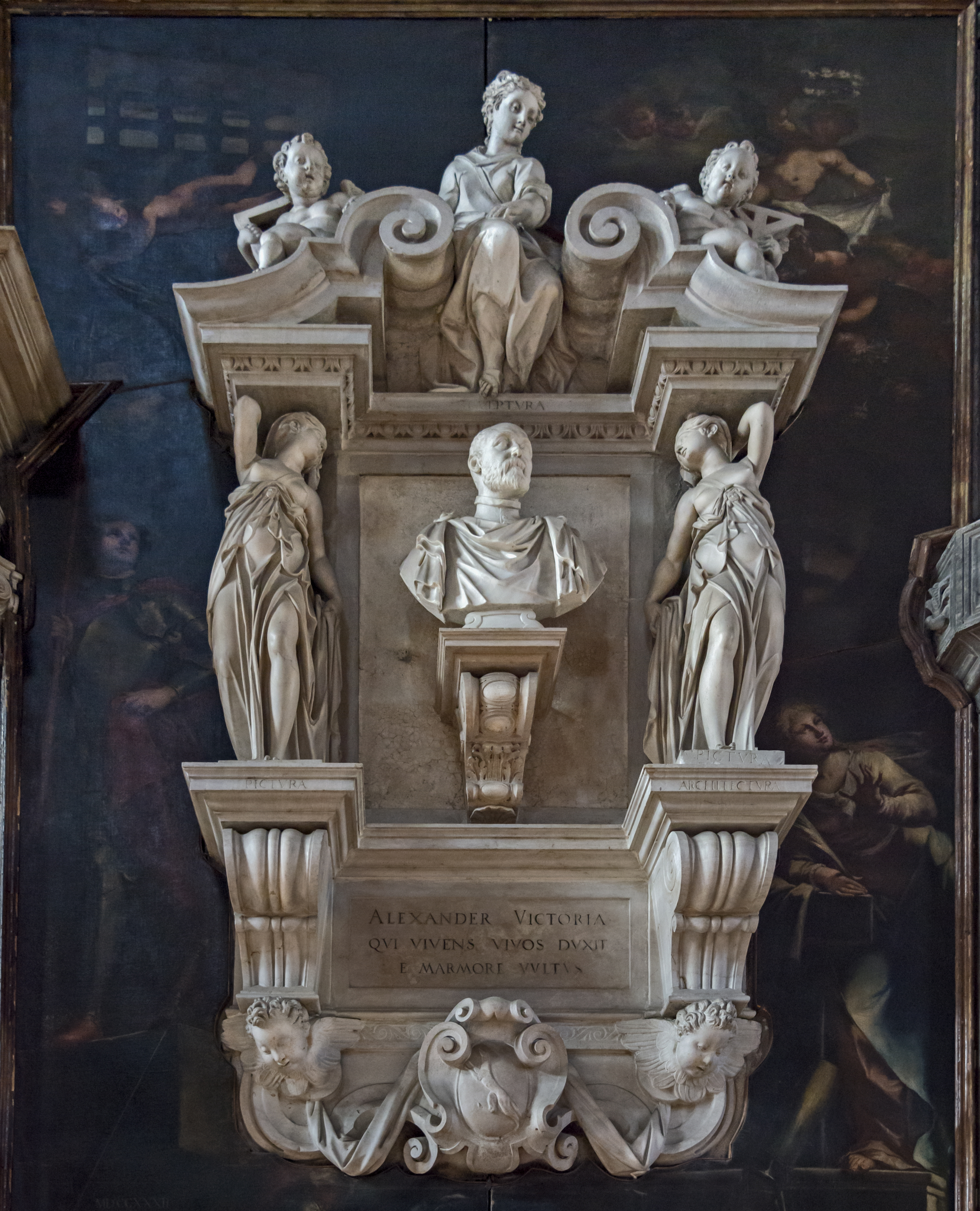
Grabdenkmal – San Zaccaria

## Leben

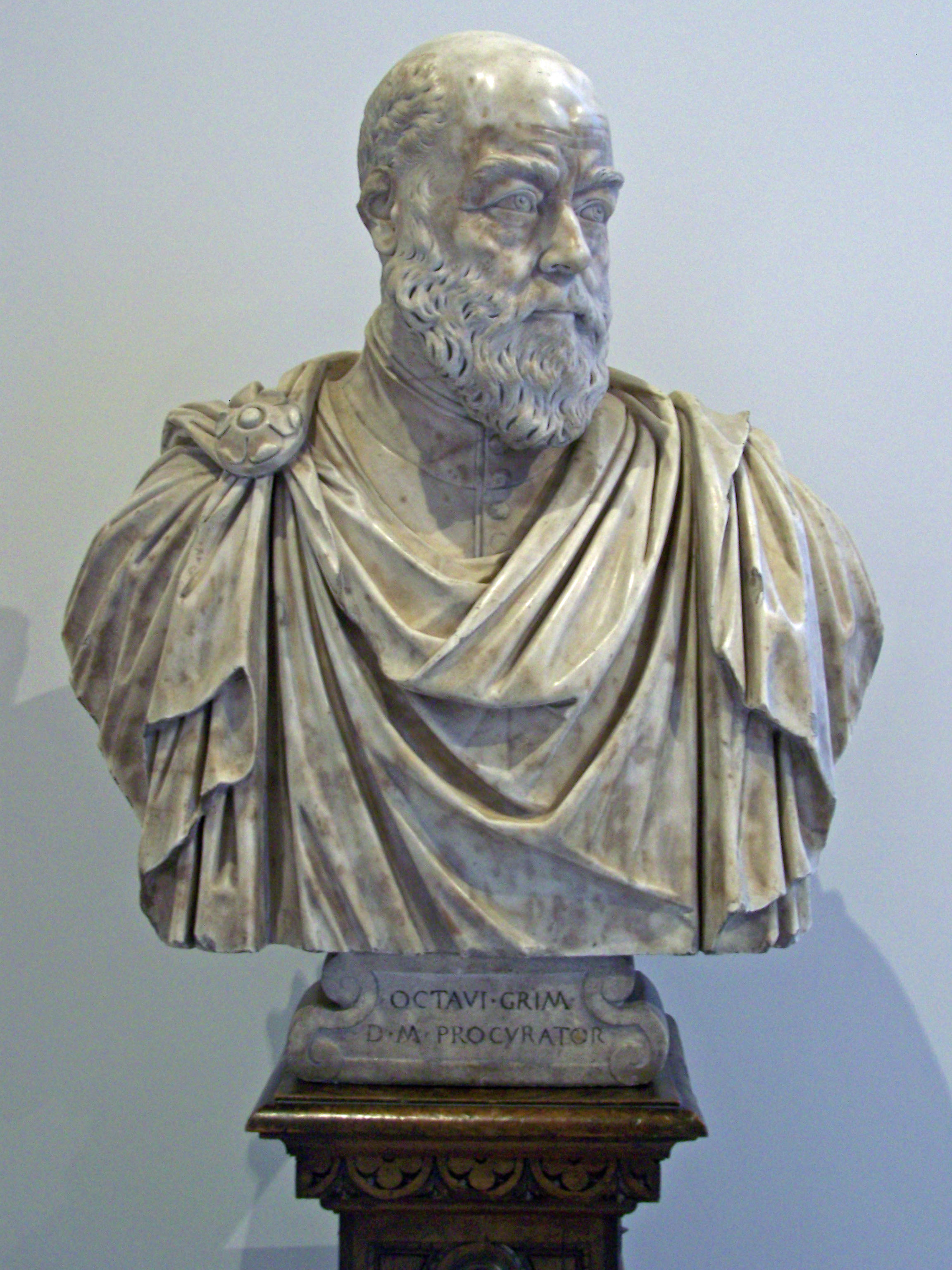
Büste des Ottavio Grimani, Skulpturensammlung in Berlin

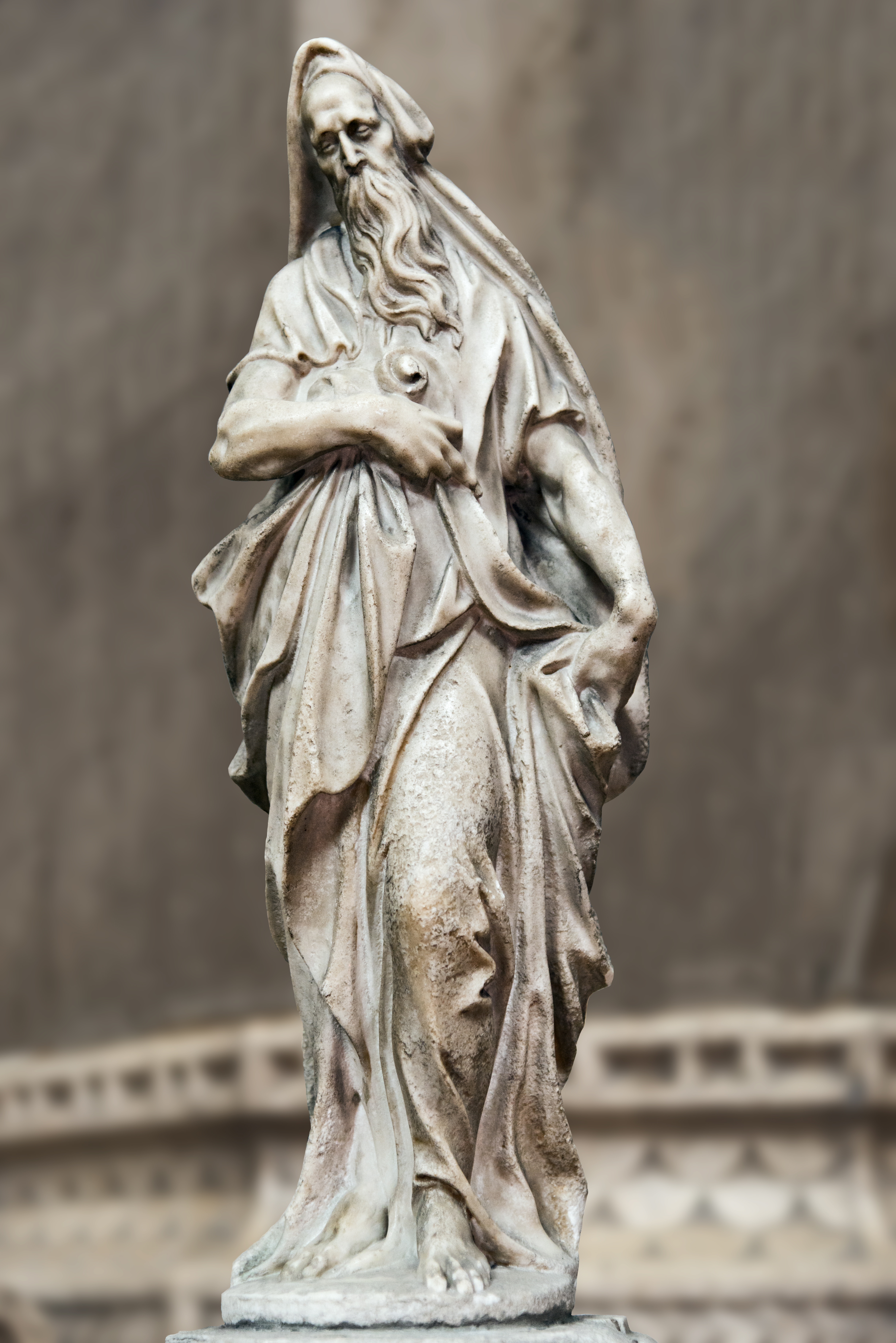
San Zaccaria in San Zaccaria Venedig

Vittoria wurde in Trient geboren und kam 1543 nach Venedig, wo er in die Werkstatt Jacopo Sansovinos eintrat. Vittoria schmückte die Gebäude seines Lehrherrn aus. Später konkurrierte er mit Sansovino um die Aufträge für Skulpturen. Er arbeitete für Andrea Palladio insbesondere in der Villa Barbaro in Maser und renovierte 1577 Teile des Dogenpalasts. Vittoria ging völlig im künstlerischen Leben Venedigs auf; er war von Michelangelo beeinflusst und praktizierte wie auch sein Zeitgenosse Giovanni Bologna eine verfeinerte Form des Manierismus. Vittoria gilt nach Sansovino als größter venezianischer Bildhauer des 16. Jahrhunderts.
Er wurde porträtiert von Giovanni Battista Moroni und Paolo Veronese.

## Werke
- Ottavio Grimani, um 1576, Berlin, Staatliche Museen Preußischer Kulturbesitz
- Hl. Jakobus, Venedig, San Giacomo di Rialto
- Hl. Sebastian, um 1600,  Marmorstatue, Kirche San Salvatore in Venedig
- Hl. Sebastian, Marmorstatue, die zwischen 1561 und 1562 für die Kirche San Francesco della Vigna in Venedig geschaffen und 1566 und 1575 als Bronze-Statuette gegossen wurde. Metropolitan Museum of Art in New York; Los Angeles County Museum of Art
- Hl. Zachary, Marmorstatue, 1543, San Zaccaria in Venedig
- Karyatiden. Venedig, Eingang Biblioteca Marciana
- Statuen der Justitia jeweils an den Bogenfenstern der West- und Südfassade des Dogenpalastes, Venedig.
- Dame aus dem Hause Zorzi, um 1570/80, Kunsthistorisches Museum Wien
- Hl. Hieronymus, 1565, Venedig, Santa Maria dei Frari